# Afranthidium sjoestedti
Afranthidium sjoestedti är en biart som först beskrevs av Heinrich Friese 1909.  Afranthidium sjoestedti ingår i släktet Afranthidium och familjen buksamlarbin. Inga underarter finns listade i Catalogue of Life.